# Henryk Hojan
Henryk Hojan pseudonim Tadeusz Dygasiński (ur. 1 września 1901 w Berlinie, zm. 13 października 1942 tamże) – członek Wojskowej Organizacji Ziem Zachodnich (WOZZ - organizacja kapitana Kmiotka).

## Życiorys
Urodził się w Berlinie, w rodzinie Walentego i Kazimiery. Wziął udział w powstaniu wielkopolskim. Następnie pełnił służbę w Szpitalu polowym nr 707 na stanowisku sanitariusza. Brał udział w odsieczy Lwowa pod komendą mjra Franciszka Rataja. Przeniesiony ze służby liniowej w 1923 i przydzielony do Intendentury Sztabu DOK nr VII w Poznaniu.
Do WOZZ został zwerbowany przez Horowskiego. Był odpowiedzialny za sprawy administracyjno-gospodarcze. Aresztowany 29 czerwca 1940. Skazany w Berlinie w dniu 4 września 1942. Został stracony w Berlinie 13 października 1942 roku. Wyrok wykonano w więzieniu egzekucyjnym B-Plötzensee.
Listy pożegnalne Henryka  do żony Marii zostały opublikowane w książce "Jak ginie Polak.." wśród innych tekstów więźniów i skazańców. Henryk Hojan został upamiętniony imienną tabliczką na odsłoniętym 26 września 2007 w Poznaniu Pomniku Polskiego Państwa Podziemnego.